# Karl W. Deutsch
Karl Wolfgang Deutsch, född 21 juli 1912 i Prag, död 1 november 1992 i Cambridge, Massachusetts, USA, var en amerikansk statsvetare, professor vid Yale University 1958-1967 och därefter verksam vid Harvard University. Deutsch har särskilt genom sina bidrag till den politiska systemanalysen spelat en viktig roll i den moderna, på nya metodexperiment inriktade statsvetenskapen. Bland hans skrifter kan nämnas Political Community and the North Atlantic Area (1957), där Norden betecknas som en "säkerhetsgemenskap", och The Analysis of International Relations (1968).

## Statsvetenskap
Karl W. Deutsch reste till USA 1938, och bestämde sig för att stanna kvar när Frankrike kapitulerade för Hitler-Tyskland. Det var i USA han på allvar började sin akademiska karriär. The Nerves of Government (1963) anses vara hans viktigaste bidrag till statsvetenskapen. Den ingår som ett av de ledande bidragen i försöken att bygga en teoretiskt enhetlig statsvetenskap på 1950- och 60-talet. Infallsvinkeln gick under namnet systemteori och modellen byggde på en analogi med cybernetiken. Den centrala elementen är kommunikationsflödet genom ett system och det sätt på vilket detta kommunikationsflöde kan kontrolleras och styras. Genom att specificera och operationalisera de variabler som skapar en sådan styrning, försöker denna infallsvinkel möjliggöra en mätning av dessa variabler samt ge en mer exakt bedömning av dessas interaktion. Den cybernetiska tankegången betonade nödvändigheten av kvantitativa data för att pröva påståenden deducerade från huvudteorier, vilket gav Deutsch status som metodologisk innovatör inom statsvetenskapen. Han var med om att upprätta Yale Political Data Program (YPDP), med målsättningen att utveckla kvantitativa indikatorer för att pröva påståenden och teorier inom statsvetenskapen. YPDP:s första publikation World Handbook of Political and Social Indicators (1964) ledde till en omorientering mot en större användning av kvantitativa data. 
Deutsch har också en viktig position i den teoretiska nyorienteringen inom området internationell politik. Integrationsteorin står i internationell skuld till hans försök att förstå den europeiska integrationspolitiken. I Political Community and the North Atlantic Area försöker Deutsch generalisera de betingelser som är avgörande för utvecklingen av s.k. säkerhetsgemenskaper. Enligt Deutsch vilar integration mer på överlappande värdesystem och ömsesidig respons från aktörerna, mindre på faktorer som gemensamt språk eller en gemensam fiende. Deutsch teori om integration presenterade en teorisyn som låg närmare den Grotianska traditionen än det machiavelliska paradigmet om maktpolitik. Teorin blev en utmaning var realism-skolans antagande om internationell anarki och en viktig impuls för konstruktionen av ett omfattande nytt paradigm.

## Nationalismforskning
Karl W. Deutsch verk Nationalism and Social Communication (1953) kan utan vidare sägas vara startskottet för en nyordnad forskningsansats kring fenomen som nationalism och nationsbildning. Arbetet fick stor genomslag genom 1966 års upplaga, och som etablerad statsvetare initierad han efterkrigstidens forskning kring nationalism. Tonvikten flyttades från den tidigare psykosociala tematiken (en tidig klassiker för detta är Gustave Le Bons Massans psykologi 1895) till att betona "yttre" instrumentella tekniker för masspåverkan och kulturell homogenisering. Fokus riktades därmed på den sociala masskommunikationens organ och tillämpare - och i förlängningen också masskommunikationens centrala roll som avgörande homogeniseringsinstrument för nationsbildande.
Denna modernistiska ansats kom med sitt nya analytiska perspektiv, framför allt att belysa industrisamhällets strukturella betydelse för nationalstaternas framväxt. Som grundläggande förutsättning för upprätthållande av ett industrisamhälle utpekades nämligen masskommunikationen och en växande infrastruktur. Nationalstat och industrisamhälle kom därmed att kopplas samman och betinga varandra i analysmodellerna. 
Deutsch definition av nationalstaten blev i ljuset av detta funktionalistiskt grundad. Ett nationellt "folk" ansåg han konstituerades genom kompletterande och integrerande kanaler för masskommunikation, vilka utvecklades i symbios med moderna tekniker för masskommunikation. Som Deutsch själv gjorde gällande är den modernistiska analysens arbetsmetod mer inriktad på en beskrivning av nationalstatens funktioner - vad nationalstatens kommunikativa institutioner faktiskt gör - än på hur nationalstaten är uppbyggd och konstituerad (vilket tillhörde den "gamla skolans" centrala kunskapsfält). Det är med andra ord i den moderna nationalstatens kommunikationsteknik som själva förståelsen av nationalism och nationsbildande står att finna. Genom dessa tekniker för social kommunikation kan föreställningen om den homogena nationskulturen upprättas, bekräftas och förnyas allt efter behov.
I Nationalism and Social Communication bemöter Deutsch den tidigare forskningen i ämnet och understryker det egna perspektivet. Vidare gör han en genomgång av några sociologiska (fält)begrepp och arbetsområden, vilka fungerar som bakgrund till den teori han själv lägger fram. I kapitel fyra, där vi kommer in i resonemanget, presenterar Deutsch bl.a. de teoretiska grundvalarna för kommunikationens sociala funktion inom nationalstaten. Skillnaden mellan samhälle och kollektiv (community) utgör här den vitala språngbrädan för förståelse för nationalstaten.
I mångt och mycket påminner Deutsch resonemang om sociologen Ferdinand Tönnies begreppspar Gemeinschaft och Gesellschaft. Den äldre formen av samhälle var sålunda i huvudsak baserad på gruppen och dess Gemeinschaft, medan det moderna samhällets kollektiva kulturgemenskap baseras på dess tekonkratiskt (masskommunikativt) underbyggda Gesellschaft. Skillnaden här är dock den att Tönnies i sin analys från 1887 befann sig i ett tidsskede när nationalstaten ännu inte hunnit bli föremål för teoretisk analys. Tönnies strävan var att söka beskriva nationalstatens sociala organisation, medan Deutschs ambitioner snarare var att söka beskriva hur nationalstaten över huvud taget är möjlig att upprätthålla.
Nationalism and Social Communication kom sedermera att inspirera bland annat Ernest Gellner och Benedict Anderson till att utveckla tankarna kring den sociala kommunikationens betydelse för formerandet av en nationalkultur.